# Горно Караджово
Вижте пояснителната страница за други значения на Караджакьой.
Горно Караджово или Големо Караджово (на гръцки: Μονοκκλησιά, Моноклисия, до 1926 - Καρατζά Κιόι, Карадзакьой,на турски: Karacaköy) е село в Егейска Македония, в Република Гърция, дем Сяр (Серес), област Централна Македония с 398 жители (2001).

## География
Селото е разположено в центъра на Сярското поле на левия бряг на Струма (Стримон) на 25 западно от град Сяр (Серес) и 1 километър южно от Еникьой на 15 метра надморска височина.

## История

### Етимология
Според Йордан Н. Иванов името е от турското karaca, сърна.

### В Османската империя
През XIX век Горно Караджово е българско село в Сярска каза на Серски санджак. В „Етнография на вилаетите Адрианопол, Монастир и Салоника“, издадена в Константинопол в 1878 година и отразяваща статистиката на населението от 1873 Големо Караджа (Golémo-Karadja) е посочено като село с 56 домакинства със 150 жители българи и 12 мюсюлмани. Според Васил Кънчов („Македония. Етнография и статистика“) към 1900 година в Горно Караджово живеят 480 души българи християни.
След Илинденското въстание в 1904 година цялото село минава под върховенството на Българската екзархия. По данни на секретаря на екзархията Димитър Мишев („La Macédoine et sa Population Chrétienne“) в 1905 година в Горно Караджово има 480 българи екзархисти и в селото има основно българско училище. В 1910 година според училищния инспектор към Българската екзархия в Сяр Константин Георгиев в Горно Караджово църквата и училището са в един двор, където учител е К. Румчев, а учениците са 42 (30 момчета и 12 момичета).
Българското екзархийско село е трън в очите на гръцките андарти, действащи в Източна Македония. На 25 октомври 1906 година гъркоманския капитан Димитър Гоголаков извършва клане и палежи в селото, като 17 от жителите му са убити, а други 8 ранени. На същата дата в околностите на селото са жестоко избити с хладно оръжие десетина овчари. Анкетирано от австрийския консул в Солун, злодеянието на андартите предизвиква реакция в някои европейски столици. Разследването на властите показва, че в подготовката на нападението са участвали гръцкият консул в Сяр и митрополит Хрисостом Драмски.

### В Гърция
Селото попада в Гърция след Междусъюзническата война в 1913 година. По време на Първата световна война на 2 октомври 1916 година в сражение близо до селото загива големият български поет Димчо Дебелянов. В 1926 година селото е прекръстено на Моноклисия. Според преброяването от 1928 година Горно Караджово е смесено бежанско село със 79 бежански семейства с 346 души.
В 1955 година е изградена църквата „Св. св. Константин и Елена“.

## Личности
Родени в Горно Караджово
- Стою Белдонев, български революционер, деец на ВМОРО, загинал преди 1918 г., роден в Горно или Долно Караджово[14]

Починали в Горно Караджово
- Ангел Иванов Мутафчиев, български военен деец, подпоручик, загинал през Първата световна война[15]
- Георги Вълчев Георгиев, български военен деец, майор, загинал през Първата световна война[16]
- Димитър Илиев Веселинов, български военен деец, поручик, загинал през Първата световна война[17]
- Димчо Дебелянов (1887 – 1916), български поет
- Иван Недков Капитонски, български военен деец, полковник, загинал през Първата световна война[18]
- Илия Георг. (Георгев) Цеков, български военен деец, подпоручик, загинал през Първата световна война[19]
- Маихаил (Михал) Българенски (Българейски), български военен деец, капитан, загинал през Първата световна война[20]
- Методи Иванов Стоянов, български военен деец, майор, загинал през Първата световна война[21]
- Петко Иванов Оковски, български военен деец, поручик, загинал през Първата световна война[22]
- Петър Григоров Хаджисотиров, български военен деец, запасен подпоручик, загинал през Първата световна война[23]
- Радой Хадживеликов, български военен деец, запасен поручик, загинал през Първата световна война[24]
- Христо Ив. Иванов, български военен деец, майор, загинал през Първата световна война[25]
- Цвятко Христов Балабанов, български военен деец, подпоручик, загинал през Първата световна война[26]